# Мошнино (Новосибирская область)
Мошнино — село в Мошковском районе Новосибирской области. Входит в состав Сарапульского сельсовета. 

## География
Площадь села — 167 гектаров.

## Население
| 2002 | 2007 | 2010 |
| ---- | ---- | ---- |
| 448  | ↗501 | ↘373 |

## Инфраструктура
В селе по данным на 2007 год функционируют 1 учреждение здравоохранения и 2 учреждения образования.